# سيفاكا ديكني
سيفاكا ديكني (الاسم العلمي: Propithecus deckenii) (بالإنجليزية: Van der Decken’s Sifaka)‏ هي نوع من الحيوانات تتبع جنس السيفاكا من الفصيلة الإندرية.